# Indonesia Open 1999
Die Indonesia Open 1999 waren eines der Top-10-Turniere im Badminton in Asien. Sie fanden vom 31. August bis zum 5. September in Denpasar, Bali, statt. Das Preisgeld betrug 120.000 US$.

## Sieger und Platzierte
| Disziplin    | Gold                            | Silber                        | Bronze                        |
| ------------ | ------------------------------- | ----------------------------- | ----------------------------- |
| Herreneinzel | Taufik Hidayat                  | Budi Santoso                  | Marleve Mainaky               |
| Herreneinzel | Taufik Hidayat                  | Budi Santoso                  | Hendrawan                     |
| Dameneinzel  | Lidya Djaelawijaya              | Ellen Angelina                | Yuli Marfuah                  |
| Dameneinzel  | Lidya Djaelawijaya              | Ellen Angelina                | Mette Pedersen                |
| Herrendoppel | Ricky Subagja Rexy Mainaky      | Tony Gunawan Candra Wijaya    | Jim Laugesen Michael Søgaard  |
| Herrendoppel | Ricky Subagja Rexy Mainaky      | Tony Gunawan Candra Wijaya    | Jens Eriksen Jesper Larsen    |
| Damendoppel  | Helene Kirkegaard Rikke Olsen   | Deyana Lomban Eliza Nathanael | Eti Tantra Cynthia Tuwankotta |
| Damendoppel  | Helene Kirkegaard Rikke Olsen   | Deyana Lomban Eliza Nathanael | Emma Ermawati Vita Marissa    |
| Mixed        | Bambang Suprianto Zelin Resiana | Tri Kusharyanto Minarti Timur | Michael Søgaard Rikke Olsen   |
| Mixed        | Bambang Suprianto Zelin Resiana | Tri Kusharyanto Minarti Timur | Wahyu Agung Emma Ermawati     |

## Finalresultate
| Disziplin    | Sieger                        | Finalist                        | Ergebnis         |
| ------------ | ----------------------------- | ------------------------------- | ---------------- |
| Herreneinzel | Taufik Hidayat                | Budi Santoso                    | 17–14, 15–12     |
| Dameneinzel  | Lidya Djaelawijaya            | Ellen Angelina                  | 11–8, 9–11, 11–2 |
| Herrendoppel | Ricky Subagja Rexy Mainaky    | Candra Wijaya Tony Gunawan      | 15–12, 15–8      |
| Damendoppel  | Helene Kirkegaard Rikke Olsen | Eliza Nathanael Deyana Lomban   | 15–12, 15–7      |
| Mixed        | Tri Kusharyanto Minarti Timur | Bambang Suprianto Zelin Resiana | 15–3, 15–4       |

## Herreneinzel

### Qualifikation
- Agus Setiawan –  Ketut Mariadi: 7-15 / 15-13 / 15-4
- Sidoro Aditya –  Lalu Firmansyah: 15-5 / 8-15 / 15-7
- Ardiansyah Putra –  Yusransyah: 15-9 / 15-11
- Catur Widayat –  Depi Didang: 15-6 / 15-5
- Adi Ariadi –  Andrew Pribadi: 15-10 / 15-9
- Yudiana –  Suhendi: 15-9 / 15-12
- Toto Sunarto –  Anggaidi: 15-4 / 15-5
- Dwi Satiri Hasmar –  Taufik Hidayat: 15-13 / 15-3

### Hauptrunde
- Peter Gade –  Bobby Santoso: 15-1 / 15-9
- Ramesh Nathan –  Nunung Subandoro: 15-7 / 15-5
- Rony Agustinus –  Yadie Riadi: 15-6 / 15-5
- Endra Feriyanto –  Tadashi Ohtsuka: 15-10 / 15-11
- Marleve Mainaky –  Sidoro Aditya: 15-8 / 15-6
- Anders Boesen –  Dicky Palyama: 15-11 / 13-15 / 15-9
- Indra Wijaya –  David Vandewinkel: 15-3 / 15-1
- Budi Santoso –  Klaus Raffeiner: 15-0 / 15-3
- Kasper Fangel –  Patrick Boonen: 15-5 / 15-1
- Roslin Hashim –  Alexander Book: 15-12 / 15-8
- Vidre Wibowo –  Imay Hendra: 15-9 / 15-8
- Kenneth Jonassen –  Boonsak Ponsana: 15-2 / 15-6
- Irwansyah –  Henrik Bengtsson: 11-15 / 15-6 / 15-1
- Yohan Hadikusumo Wiratama –  Norman Eby: 15-3 / 15-8
- James Chua –  Chandra Berata: 17-14 / 15-11
- Heryanto Arbi –  Daniel Eriksson: 15-3 / 15-3
- Yudiana –  Keita Masuda: 15-10 / 12-15 / 15-12
- Rudy Ignatius –  Thomas Søgaard: 15-0 / 15-5
- Ruud Kuijten –  Sony Dwi Kuncoro: 14-17 / 15-8 / 15-11
- Hendrawan –  Toto Sunarto: 15-6 / 15-1
- Jason Wong –  Yudi Suprayogi: 15-11 / 15-3
- Peter Rasmussen –  Salim: 12-15 / 15-9 / 15-9
- Arif Rasidi –  Pei Wee Chung: 15-9 / 15-12
- Thomas Johansson –  Dicky Susilo: 17-15 / 15-2
- Frederik Kohler –  Enrico Galeani: 15-6 / 15-3
- Taufik Hidayat –  Alvin Chew Ming Yao: 17-14 / 15-9
- Gerben Bruijstens –  Haryawan: 15-10 / 15-4
- Yap Yong Jyen –  Jeffer Rosobin: 12-15 / 17-14 / 15-11
- Ardiansyah Putra –  Hadi Wardhana: 15-5 / 3-15 / 15-3
- Poul-Erik Høyer Larsen –  Wiempie Mahardi: 15-1 / 17-14
- Rasmus Wengberg –  Wong Choong Hann: w.o.
- Wee Kai Toh –  Rashid Sidek: w.o.
- Peter Gade –  Ramesh Nathan: 15-2 / 15-9
- Rony Agustinus –  Endra Feriyanto: 15-9 / 15-12
- Marleve Mainaky –  Rasmus Wengberg: 15-1 / 15-10
- Indra Wijaya –  Anders Boesen: 15-6 / 11-15 / 15-12
- Budi Santoso –  Kasper Fangel: 15-6 / 15-6
- Roslin Hashim –  Vidre Wibowo: 15-6 / 17-15
- Kenneth Jonassen –  Irwansyah: 15-7 / 7-15 / 15-5
- Yohan Hadikusumo Wiratama –  James Chua: 15-1 / 15-6
- Heryanto Arbi –  Yudiana: 15-8 / 15-2
- Rudy Ignatius –  Wee Kai Toh: 15-4 / 15-4
- Hendrawan –  Ruud Kuijten: 15-9 / 15-8
- Peter Rasmussen –  Jason Wong: 4-15 / 17-16 / 15-10
- Thomas Johansson –  Arif Rasidi: 15-10 / 17-14
- Taufik Hidayat –  Frederik Kohler: 15-8 / 15-5
- Yap Yong Jyen –  Gerben Bruijstens: 15-10 / 9-15 / 15-2
- Poul-Erik Høyer Larsen –  Ardiansyah Putra: 15-8 / 15-2
- Peter Gade –  Rony Agustinus: 15-14 / 15-1
- Marleve Mainaky –  Indra Wijaya: 13-15 / 15-10 / 17-14
- Budi Santoso –  Roslin Hashim: 15-8 / 15-13
- Yohan Hadikusumo Wiratama –  Kenneth Jonassen: 15-9 / 15-6
- Heryanto Arbi –  Rudy Ignatius: 15-5 / 15-7
- Hendrawan –  Peter Rasmussen: 15-6 / 15-10
- Taufik Hidayat –  Thomas Johansson: 15-6 / 15-9
- Yap Yong Jyen –  Poul-Erik Høyer Larsen: 15-13 / 15-12
- Marleve Mainaky –  Peter Gade: 15-9 / 15-13
- Budi Santoso –  Yohan Hadikusumo Wiratama: 15-6 / 6-15 / 15-7
- Hendrawan –  Heryanto Arbi: 15-5 / 12-15 / 15-9
- Taufik Hidayat –  Yap Yong Jyen: 15-7 / 15-12
- Budi Santoso –  Marleve Mainaky: 8-15 / 15-13 / 15-2
- Taufik Hidayat –  Hendrawan: 15-13 / 15-12
- Taufik Hidayat –  Budi Santoso: 17-14 / 15-12

## Dameneinzel

### Qualifikation
- Weny Rasidi –  Ori Nurastuti: 11-1 / 11-4

### Hauptrunde
- Camilla Martin –  Atu Rosalina: 11-6 / 11-4
- Siska Yunita –  Petra Schrott: 11-7 / 11-6
- Lidya Djaelawijaya –  Silvi Antarini: 11-8 / 11-3
- Dwi Retnowati –  Dian Novita Sari: 11-2 / 11-2
- Judith Meulendijks –  Siang Chiung: 11-5 / 11-9
- Mona Santoso –  Christina Sørensen: 11-4 / 11-8
- Yuli Marfuah –  Karolina Ericsson: 9-11 / 11-3 / 11-0
- Lita Nurlita –  Monica Permadi: 11-3 / 9-11 / 11-2
- Evi Kumalasari –  A. A. Metri: 6-11 / 11-7 / 11-4
- Ellen Angelina –  Priyanti Cahyaning: 11-3 / 11-2
- Ninik Masrikah –  Agnese Allegrini: 11-5 / 11-2
- Mette Sørensen –  Meiluawati: 11-2 / 11-13 / 11-7
- Yeni Diah –  Dewi Tira Arisandi: 11-5 / 11-3
- Margit Borg –  Nining Kustiyaningsih: 11-6 / 11-8
- Mette Pedersen –  Novita Indah: 11-6 / 11-3
- Cindana Hartono –  Heike Schönharting: 11-1 / 11-2
- Camilla Martin –  Siska Yunita: 11-0 / 11-0
- Lidya Djaelawijaya –  Dwi Retnowati: 11-7 / 11-3
- Judith Meulendijks –  Mona Santoso: 4-11 / 11-2 / 11-4
- Yuli Marfuah –  Lita Nurlita: 11-2 / 11-3
- Ellen Angelina –  Evi Kumalasari: 11-4 / 11-5
- Mette Sørensen –  Ninik Masrikah: 11-13 / 11-5 / 11-2
- Margit Borg –  Yeni Diah: 11-8 / 11-9
- Mette Pedersen –  Cindana Hartono: 11-4 / 9-11
- Lidya Djaelawijaya –  Camilla Martin: 13-11 / 7-11 / 11-9
- Yuli Marfuah –  Judith Meulendijks: 11-9 / 11-4
- Ellen Angelina –  Mette Sørensen: 11-7 / 11-9
- Mette Pedersen –  Margit Borg: 0-11 / 11-5 / 11-9
- Lidya Djaelawijaya –  Yuli Marfuah: 3-11 / 11-4 / 11-6
- Ellen Angelina –  Mette Pedersen: 11-9 / 11-3
- Lidya Djaelawijaya –  Ellen Angelina: 11-8 / 9-11 / 11-2

## Herrendoppel

### Qualifikation
- Iksan Ichsan /  Dwi Kristiawan –  Brawi /  David: 15-6 / 15-2
- Bobby Santoso /  Agung Yuliana –  Andrew Pribadi /  Agus Setiawan: 15-6 / 17-14

### Hauptrunde
- Tony Gunawan /  Candra Wijaya –  Davis Efraim /  Karel Mainaky: 15-6 / 15-12
- Henrik Andersson /  Fredrik Bergström –  Doni Prasetyo /  Deny Setiawan: 15-10 / 15-2 / 17-15
- Tesana Panvisavas /  Pramote Teerawiwatana –  Alvent Yulianto /  Iwan Eko: 15-7 / 15-6
- Jim Laugesen /  Michael Søgaard –  Ferdy Rusman /  Dicky Susilo: 15-7 / 15-2
- Darmawan Andreas /  Luluk Hadiyanto –  Enrico Galeani /  Simone Vincenzi: 15-1 / 15-1
- Wahyu Agung /  Flandy Limpele –  Suhendi /  Yusransyah: 15-3 / 15-7
- Patrick Lau Kim Pong /  Aman Santosa –  Asjiking /  Enroe: 15-12 / 15-4
- Ade Lukas /  Santoso Sugiharjo –  Patapol Ngernsrisuk /  Sudket Prapakamol: 15-11 / 10-15 / 15-9
- Peter Axelsson /  Pär-Gunnar Jönsson –  Trisvawan Denny /  Hadi Sugianto: 15-3 / 15-5
- Ricky Subagja /  Rexy Mainaky –  Keita Masuda /  Tadashi Ohtsuka: 17-14 / 15-5
- Firmansyah /  Unang Rahmat –  Chandra Berata /  Darmaka: 15-1 / 15-7
- S. Antonius Budi Ariantho /  Halim Haryanto –  Syaiful M. Bambang /  Hendra Gunawan: 15-0 / 15-2
- Nova Widianto /  Hermono Yuwono –  Rommy Arnold /  Arief H. R. Budiman: 15-3 / 15-3
- Jens Eriksen /  Jesper Larsen –  David Yedija Pohan /  Ronne Maykel Runtolalu: 15-10 / 15-3
- Endra Mulyana Mulyajaya /  Saputra Hadi –  Tri Cahyo /  Imay Hendra: w.o.
- Patrick Boonen /  David Vandewinkel –  Lioe Tiong Ping /  Rudy Wijaya: w.o.
- Tony Gunawan /  Candra Wijaya –  Henrik Andersson /  Fredrik Bergström: 15-7 / 15-2
- Tesana Panvisavas /  Pramote Teerawiwatana –  Endra Mulyana Mulyajaya /  Saputra Hadi: 15-13 / 15-8
- Jim Laugesen /  Michael Søgaard –  Darmawan Andreas /  Luluk Hadiyanto: 10-15 / 15-9 / 15-4
- Wahyu Agung /  Flandy Limpele –  Patrick Lau Kim Pong /  Aman Santosa: 12-15 / 15-5 / 15-9
- Ade Lukas /  Santoso Sugiharjo –  Peter Axelsson /  Pär-Gunnar Jönsson: 10-15 / 15-12 / 15-9
- Ricky Subagja /  Rexy Mainaky –  Patrick Boonen /  David Vandewinkel: 15-1 / 15-6
- S. Antonius Budi Ariantho /  Halim Haryanto –  Firmansyah /  Unang Rahmat: 15-5 / 15-7
- Jens Eriksen /  Jesper Larsen –  Nova Widianto /  Hermono Yuwono: 15-8 / 17-16
- Tony Gunawan /  Candra Wijaya –  Tesana Panvisavas /  Pramote Teerawiwatana: 15-5 / 15-5
- Jim Laugesen /  Michael Søgaard –  Wahyu Agung /  Flandy Limpele: 11-15 / 15-11 / 15-5
- Ricky Subagja /  Rexy Mainaky –  Ade Lukas /  Santoso Sugiharjo: 17-14 / 15-10
- Jens Eriksen /  Jesper Larsen –  S. Antonius Budi Ariantho /  Halim Haryanto: 15-7 / 13-15 / 15-7
- Tony Gunawan /  Candra Wijaya –  Jim Laugesen /  Michael Søgaard: 15-0 / 14-17 / 15-5
- Ricky Subagja /  Rexy Mainaky –  Jens Eriksen /  Jesper Larsen: 15-10 / 15-5
- Ricky Subagja /  Rexy Mainaky –  Tony Gunawan /  Candra Wijaya: 15-12 / 15-8

## Damendoppel
- Nurleni /  Laila Rahmawati –  Lita Nurlita /  Monica Permadi: 15-10 / 15-12
- Endang Nursugianti /  Jo Novita –  Dewi Tira Arisandi /  Weny Rasidi: 15-2 / 15-10
- Lelyana Deasy Chandra /  Henny –  Ernita /  A. A. Metri: 15-8 / 9-15 / 15-6
- Diah Novita /  Rosie Riani –  Ninna Ernita /  Tetty Yunita: 15-10 / 14-17 / 15-9
- Angeline de Pauw /  Eny Widiowati –  Ayu Trisna Dewi /  Linda Novianti: 15-4 / 15-3
- Ann Jørgensen /  Majken Vange –  Eny Erlangga /  Dewi Puspa: 15-2 / 15-13
- Emma Ermawati /  Vita Marissa –  Nurleni /  Laila Rahmawati: 15-6 / 15-10
- Deyana Lomban /  Eliza Nathanael –  Evi Kumalasari /  Siska Yunita: 15-4 / 15-4
- Ann-Lou Jørgensen /  Mette Schjoldager –  Endang Nursugianti /  Jo Novita: 15-5 / 15-7
- Carmelita /  Indarti Issolina –  Lelyana Deasy Chandra /  Henny: 15-8 / 15-1
- Helene Kirkegaard /  Rikke Olsen –  Diah Novita /  Rosie Riani: 15-4 / 15-2
- Angeline de Pauw /  Eny Widiowati –  Agnese Allegrini /  Maria Luisa Mur: 15-1 / 15-0
- Eti Tantra /  Cynthia Tuwankotta –  Luh Putu Ariani /  Biniawati: 15-2 / 15-0
- Emma Ermawati /  Vita Marissa –  Ann Jørgensen /  Majken Vange: 15-4 / 10-15 / 15-10
- Deyana Lomban /  Eliza Nathanael –  Ann-Lou Jørgensen /  Mette Schjoldager: 15-13 / 17-16
- Helene Kirkegaard /  Rikke Olsen –  Carmelita /  Indarti Issolina: 15-12 / 15-5
- Eti Tantra /  Cynthia Tuwankotta -  Angeline de Pauw /  Eny Widiowati: 17-14 / 15-6
- Deyana Lomban /  Eliza Nathanael –  Emma Ermawati /  Vita Marissa: 17-14 / 15-10
- Helene Kirkegaard /  Rikke Olsen –  Eti Tantra /  Cynthia Tuwankotta: 15-7 / 17-14
- Helene Kirkegaard /  Rikke Olsen –  Deyana Lomban /  Eliza Nathanael: 15-12 / 15-7

## Mixed
- Hendra Gunawan /  Lina –  Agung Yuliana /  A. A. Metri: 4-15 / 15-8 / 15-4
- Iwan Eko /  Biniawati –  Enrico Galeani /  Agnese Allegrini: 15-9 / 15-5
- Imam Sodikin /  Rita Kristiane –  Adi Ariadi /  Laila Rahmawati: 15-5 / 15-2
- Rizal Fadillah /  Neneng Setiawati –  Ketut Mariadi /  Linda Novianti: 15-3 / 15-5
- Arief H. R. Budiman /  Tetty Yunita –  Simone Vincenzi /  Maria Luisa Mur: 15-7 / 15-6
- Nova Widianto /  Upi Chrisnawati –  Klaus Raffeiner /  Petra Schrott: 15-7 / 15-4
- Alvent Yulianto /  Yeni Diah –  Asjiking /  Novita: 15-8 / 15-7
- Michael Søgaard /  Rikke Olsen –  Santoso Sugiharjo /  Eny Widiowati: 15-4 / 10-15 / 15-10
- Imam Tohari /  Vita Marissa –  Hendra Gunawan /  Lina: 15-2 / 15-12
- Bambang Suprianto /  Zelin Resiana –  Iwan Eko /  Biniawati: 15-4 / 15-6
- Fredrik Bergström /  Jenny Karlsson –  Imam Sodikin /  Rita Kristiane: 15-5 / 15-10
- Jens Eriksen /  Mette Schjoldager –  Rizal Fadillah /  Neneng Setiawati: 15-6 / 15-12
- Wahyu Agung /  Emma Ermawati –  Arief H. R. Budiman /  Tetty Yunita: 15-5 / 15-4
- Nova Widianto /  Upi Chrisnawati –  Ruud Kuijten /  Manon Albinus: 15-1 / 14-17 / 15-5
- Tri Kusharyanto /  Minarti Timur –  Alvent Yulianto /  Yeni Diah: 15-5 / 15-1
- Michael Søgaard /  Rikke Olsen –  Imam Tohari /  Vita Marissa: 15-5 / 15-5
- Bambang Suprianto /  Zelin Resiana –  Fredrik Bergström /  Jenny Karlsson: 15-5 / 15-13
- Wahyu Agung /  Emma Ermawati –  Jens Eriksen /  Mette Schjoldager: 15-10 / 15-11
- Tri Kusharyanto /  Minarti Timur –  Nova Widianto /  Upi Chrisnawati: 15-6 / 15-1
- Bambang Suprianto /  Zelin Resiana –  Michael Søgaard /  Rikke Olsen: 13-15 / 17-15 / 15-2
- Tri Kusharyanto /  Minarti Timur –  Wahyu Agung /  Emma Ermawati: 15-9 / 15-7
- Tri Kusharyanto /  Minarti Timur –  Bambang Suprianto /  Zelin Resiana: 3-15 / 4-15